# Metallica 3D Through the Never
Metallica 3D Through the Never è un film concerto/lungometraggio diretto da Nimród Antal e che ha come protagonisti il gruppo musicale heavy metal statunitense Metallica e l'attore Dane DeHaan.
Il film, il cui titolo deve il proprio nome a Through the Never (brano presente nell'album Metallica del 1991), alterna scene di un giovane ragazzo chiamato Trip che compie un'avventura surreale mentre sta svolgendo una missione importante ricevuta dal proprio superiore con altre in cui i Metallica si esibiscono in concerto.

## Trama
Il gruppo heavy metal Metallica è in programma per eseguire un concerto all'interno di una grande arena. Un giovane roadie di nome Trip (Dane DeHaan) arriva sul posto e si unisce al pubblico all'inizio del concerto, ma viene subito tirato fuori dal suo superiore (Mackenzie Gray) e spedito con una tanica di benzina a rifornire un camion appartenente alla cerchia del gruppo rimasto senza carburante in un sottopassaggio.
Trip prende una pillola e inizia il suo viaggio per le strade desolate della città all'interno del suo furgone. Nel corso del viaggio, egli nota segni sempre più evidenti di distruzione. Dopo essere passato con la luce rossa del semaforo, il suo furgone viene travolto da una macchina in piena corsa. Non appena riprende conoscenza, Trip scopre che l'altro conducente è in piedi nelle vicinanze in evidente stato confusionale e, non appena Trip gli si avvicina, l'uomo scappa velocemente. Solo allora Trip si accorge che la città è nel bel mezzo di una rivolta e subito dopo si accorge di trovarsi in mezzo tra la polizia antisommossa e la folla ribelle. Iniziata la rivolta, Trip incontra il capo dei rivoltosi, un cavaliere mascherato armato di un grosso martello che cattura la gente mediante un laccio e li impicca a dei lampioni. Dopo avergli lanciato un mattone, Trip è costretto a darsi alla fuga non appena viene individuato dal cavaliere.
Riuscito a fuggire, il ragazzo trova il camion e, dopo aver tentato invano di richiamare l'attenzione del conducente, apre il portellone posteriore, al cui interno si cela una borsa, il cui contenuto (che non viene mostrato allo spettatore) sembra impressionarlo. Nel frattempo, i rivoltosi ritrovano Trip e lo inseguono fino a quando non riescono a metterlo alle strette. Trip fa cadere la borsa, versa il contenuto della tanica su se stesso, si dà fuoco e si lancia verso la folla, che subito lo sovrasta. Egli si risveglia sul tetto di un edificio e viene attaccato dal cavaliere mascherato, ma Trip riesce a sottrargli il martello e a colpirlo. Mentre i due si ritrovano faccia a faccia, Trip usa il martello gigante per colpire violentemente il pavimento, inviando onde d'urto distruttive in tutta la città. Quando il cavaliere si avventa su Trip, quest'ultimo colpisce ancora una volta il pavimento con il martello, tramutando il cavaliere e il suo cavallo in cenere e inviando un'ulteriore onda d'urto che causa diversi incidenti attorno all'arena, distruggendo gran parte delle attrezzature, ferendo i membri della crew e forzando i Metallica a interrompere il concerto durante l'esecuzione di Enter Sandman. Dopo aver valutato il danno, il gruppo decide di proseguire con il concerto eseguendo Hit the Lights con illuminazione e amplificatori ad hoc.
Concluso il concerto, Trip torna all'interno dell'arena, visibilmente deserta, appoggia la borsa in mezzo al palco e si allontana dallo stesso. Durante i titoli di coda, i Metallica sono intenti ad eseguire Orion, con solamente un Trip visibilmente esausto seduto sugli spalti. La ripresa finale è sul borsone, il cui contenuto non viene rivelato.

## Produzione
Gran parte del processo di produzione del film è stato pubblicato sul canale YouTube dei Metallica in una serie di 13 video dietro le quinte intitolata Hit the Lights: The Making of Metallica Through the Never.

### Cast
- Dane DeHaan nel ruolo di Trip, un roadie
- Mackenzie Gray nel ruolo del capo di Trip
- James Hetfield nel ruolo di se stesso – voce, chitarra ritmica
- Lars Ulrich nel ruolo di se stesso – batteria
- Kirk Hammett nel ruolo di se stesso – chitarra solista, cori
- Robert Trujillo nel ruolo di se stesso – basso, cori

## Colonna sonora
La colonna sonora del film, intitolata Through the Never (Music from the Motion Picture), contiene sedici tracce audio tratte dai concerti che i Metallica hanno tenuto in Canada nell'estate 2012 (gli stessi presenti nel film) ed è stata pubblicata il 24 settembre 2013 nei formati doppio CD e download digitale. e il 29 novembre nei formati 33 e 45 giri.

## Distribuzione
Il film è stato proiettato in anteprima mondiale al Toronto International Film Festival il 9 settembre 2013, per poi essere successivamente distribuito nelle sale cinematografiche statunitensi a partire dal 27 settembre in IMAX 3D, giorno in cui sono stati ricordati i 27 anni dalla scomparsa del bassista Cliff Burton. Il film è stato poi distribuito in tutto il mondo a partire dal 4 ottobre.
Il 21 novembre è stata annunciata la pubblicazione del film nei formati DVD, Blu-ray, 3D Blu-ray, download digitale e video on demand a partire dal 28 gennaio 2014. Le versioni fisiche saranno costituite da un doppio disco: il primo include il film, il relativo trailer, il videoclip di Master of Puppets, un EPK con le interviste al cast e alla crew e ulteriori interviste al team addetto al sound e alla musica; il secondo invece include il dietro le quinte del film, il Q&A con i Metallica, il regista Nimród Antal e Dane DeHaan al Mill Valley Film Festival e i momenti salienti dell'Orion Festival 2013 illustrati da Lars Ulrich.

## Accoglienza
Prima della pubblicazione, le prime recensioni sul film sono state generalmente positive. Il film ha attualmente un voto del 78% su Rotten Tomatoes; il consenso afferma: "Girato e montato fantasiosamente, Metallica Through the Never è un film concerto elettrizzante e coinvolgente, anche se le sequenze fittizie sono leggermente meno sicure."
Peter Travers di Rolling Stone ha definito il film "un'espressione a tutto gas di anarchia rock and roll" e ha incoraggiato i lettori di non capire la trama, ma di "viverla". Peter Rugg di The Village Voice ha scritto che il film è "il film concerto più coinvolgente di sempre."
Anche Chris Tilly di IGN ha espresso un giudizio positivo, affermando che il film "presenta numerose performance live veramente incredibili che valgono il prezzo del solo biglietto. I fan dei Metallica ameranno la [loro] musica, mentre tutti gli altri posso godersi le immagini incredibili di questo film concerto unico."

## Promozione
Per promuovere il film, il gruppo si è esibito a sorpresa in occasione della prima giornata dell'Orion Music + More tenuto a Detroit sotto il nome di DeHaan, cognome dell'attore che interpreta Trip.
Il film è stato successivamente presentato fuori concorso in anteprima mondiale in occasione del Festival di Cannes 2013.